# Homollea
Homollea  es un género con tres especies de plantas con flores perteneciente a la familia de las rubiáceas. 
Es nativo de Madagascar.

## Especies seleccionadas
- Homollea leandrii Arènes (1960).
- Homollea longiflora Arènes (1960).
- Homollea perrieri Arènes (1960).